# Minimoto
Minimoto är en roadracing-motorcykel i förminskat format. Den har oftast en 49cc motor, men det förekommer motorer mellan 39 och 55cc. Två olika typer av kylsystem förekommer: luftkylning eller vattenkylning. Vattenkylning möjliggör högre effekt, och därmed bättre prestanda. En pocketbike är större än en minimoto och har oftast en större motor. 
En pocketbike är något större än en minimoto och går också fortare. En minimoto har en cylindervolym på max 55cc, medan en pocketbike kan ha en motor med så stor cylindervolym som 110cc. En pocketbike är också mycket bekväm, (jämfört med en minimoto), och kan nå över 100 km/h. Denna hastighet kan lätt överskridas med hjälp av trimning. Det finns ett stort antal tillverkare av pocketbikes. Några mycket stora är till exempel GRC och DM, men det finns också många mindre tillverkare. En pocketbike har också mycket fler finesser än en minimoto, såsom lampor fram och bak, blinkers och elstart.
Minimoto är också namnet på en motorcykelsport som körs främst på gokartbanor. Efter ett antal uppvärmningsvarv sker gemensam start. Tävlingen pågår ett bestämt antal varv. Den som först passerar mållinjen har vunnit.
Det nationella förbundet för minimoto är Svenska Motorsportförbundet (Svemo). Förbundet samlar alla som vill träna och tävla med motorcykel och snöskoter och försäkrar och utbildar förare, tränare och ledare på nationell och lokal nivå. Svemo skriver också regler och godkänner banor. Tävlingsgrenarna är aquabike, dragracing, enduro, isbana, isracing, minimoto, motocross, offshore, roadracing, rundbana, skotercross, speedway, supermoto, svävare och trial.